# Botho von Wussow (Generalleutnant)
Philipp Georg Hans Botho Ernst Ludwig von Wussow (* 6. Januar 1828 in Koblenz; † 8. Januar 1891 in Darmstadt) war ein preußischer Generalleutnant.

## Leben

### Herkunft
Botho war ein Sohn des preußischen Generals der Infanterie Philipp von Wussow (1792–1870) und dessen dritter Ehefrau Georgine, geborene von Hülsen (1804–1887).

### Militärkarriere
Wussow besuchte die Evangelische Bürgerschule in Koblenz sowie die Kadettenhäuser in Bensberg und Berlin. Anschließend wurde er am 27. Mai 1845 als Portepeefähnrich im 1. Garde-Regiment zu Fuß der Preußischen Armee angestellt. Ende Juni 1846 erhielt er den Charakter als Sekondeleutnant. Nach einer kurzzeitigen Kommandierung zum kombinierten Garde-Reserve-Bataillon wurde Wussow am 16. Januar 1849 mit Wirkung vom 21. Juni 1846 das Patent zu seinem Dienstgrad verliehen, er dem Regiment aggregiert und Mitte August 1849 über den Etat einrangiert. Am 15. Januar 1850 folgte seine Versetzung in das 29. Infanterie-Regiment. Dort war Wussow von Februar 1851 bis Ende September 1855 Adjutant des I. Bataillons. Daran schlossen sich Kommandierungen zum 7. Husaren-Regiment sowie als Adjutant beim Generalkommando des VIII. Armee-Korps an. Unter Belassung in diesem Kommando wurde Wussow im November 1858 in das 40. Infanterie-Regiment (4. Reserve-Regiment) sowie Ende Mai 1859 in das 24. Infanterie-Regiment versetzt. Als Hauptmann versah er ab Mitte September 1859 Dienst im 10. Infanterie-Regiment und wurde Mitte August 1860 Kompaniechef. In Begleitung seines Vaters war Wussow im Herbst 1863 zur Besichtigung der Bundeskontingente von Hannover und Braunschweig kommandiert.
Während des Krieges gegen Dänemark wurde Wussow 1864 als Kommandant von Skiwe und nach dem Friedensschluss als Kommandant von Vejle eingesetzt. Wenig später wurde er Eisenbahn-Etappenkommandant in Schleswig und Weihnachten 1864 in das Leib-Grenadier-Regiment (1. Brandenburgisches) Nr. 8 versetzt. Seine 2. Kompanie führte er 1866 während des Krieges gegen Österreich in den Schlachten bei Gitschin und Königgrätz. Ausgezeichnet mit dem Roten Adlerorden IV. Klasse mit Schwertern stieg Wussow nach dem Krieg Ende Oktober 1866 zum Major auf, fungierte ab November als Kommandeur des für sechs Monate zusammengetretenen sächsischen Lehr-Bataillons und war vom 14. November bis zum 15. Dezember 1866 auch Kommandant von Dresden. Am 20. April 1867 folgte seine Ernennung zum Kommandeur des Füsilier-Bataillons, bis er am 25. September 1867 in gleicher Eigenschaft in das 5. Thüringische Infanterie-Regiment Nr. 94 (Großherzog von Sachsen) nach Eisenach versetzt wurde. Wussow führt sein Bataillon zu Beginn des Krieges gegen Frankreich in der Schlacht bei Weißenburg. In der Schlacht bei Wörth wurde er so schwer verwundet, dass er am weiteren Kriegsverlauf nicht mehr teilnehmen konnte.
Ausgezeichnet mit dem Eisernen Kreuz stieg er nach dem Frieden von Frankfurt Mitte August 1871 zum Oberstleutnant auf. Unter Beförderung zum Oberst und Stellung à la suite beauftragte man ihn am 22. März 1873 mit der Führung des 6. Westfälischen Infanterie-Regiments Nr. 55 und ernannte ihn am 23. Mai 1873 zum Regimentskommandeur. Am 2. Dezember 1873 erhielt Wussow das Kommando über das Kaiser Alexander Garde-Grenadier-Regiment Nr. 1 und war im Juni 1874 zu den russischen Truppenübungen bei Warschau und Sankt Petersburg sowie im Dezember 1877 anlässlich des Alexanderfestes erneut nach Sankt Petersburg kommandiert. Mit seiner Beförderung zum Generalmajor wurde Wussow am 1. November 1879 als Kommandeur der 50. Infanterie-Brigade (2. Großherzoglich Hessische) nach Darmstadt versetzt. In dieser Stellung erhielt er anlässlich des Ordensfestes im Januar 1881 den Roten Adlerorden II. Klasse mit Eichenlaub und Schwertern am Ringe sowie im September 1883 den Stern zum Kronenorden II. Klasse. Unter Verleihung des Charakters als Generalleutnant stellte man Wussow am 4. November 1883 mit Pension zur Disposition. Großherzog Ludwig IV. würdigte ihn am 11. November 1883 noch mit dem Komturkreuz I. Klasse des Ordens Philipps des Großmütigen.

### Familie
Wussow verheiratete sich am 29. September 1860 in Posen mit Anna von Bernuth (1840–1917), Tochter des preußischen Justizministers August von Bernuth (1808–1889). Aus der Ehe gingen folgende Kinder hervor:
- Botho (1861–1862)
- Georg (1863–1883)
- Waldemar (1865–1938), sachsen-altenburgischer Staatsminister

- Botho von Wussow (1901–1971), Diplomat und Mitglied der Widerstandsgruppe Kreisauer Kreis